# Dumitru Nica (delegat)
Dumitru Nica (n.  17 mai 1866, comuna Modova - d. ?, ?) a fost un delegat al plasei Ineu, jud, Arad Marea Adunare Națională de la Alba Iulia.

## Biografie
Dumitru Nica, a înființat garda națională în comuna Modova, jud. Arad pe care a condus-o până la venirea în zonă a Gărzii Roșii, fiind nevoit să se refugieze 2 luni în zona Sibiului. După Unire, Dumitru Nica  a fost ales ca deputat în marele sfat al Ardealului. În activitatea sa politică, Dumitru Nica s-a confruntat cu rezistența ungară. A scris unele articole de ziar, în perioada bătrâneții.

## Activitatea politică
În 1903 și în 1927 a fost ales primar în comuna sa natală. În 1919 a fost ales deputat în Parlamentul României mari. A fost ales membru în comitetul de o sută a Partidului Național Român. A fost ales președinte al Camerelor Agricole în Arad.